# خندق

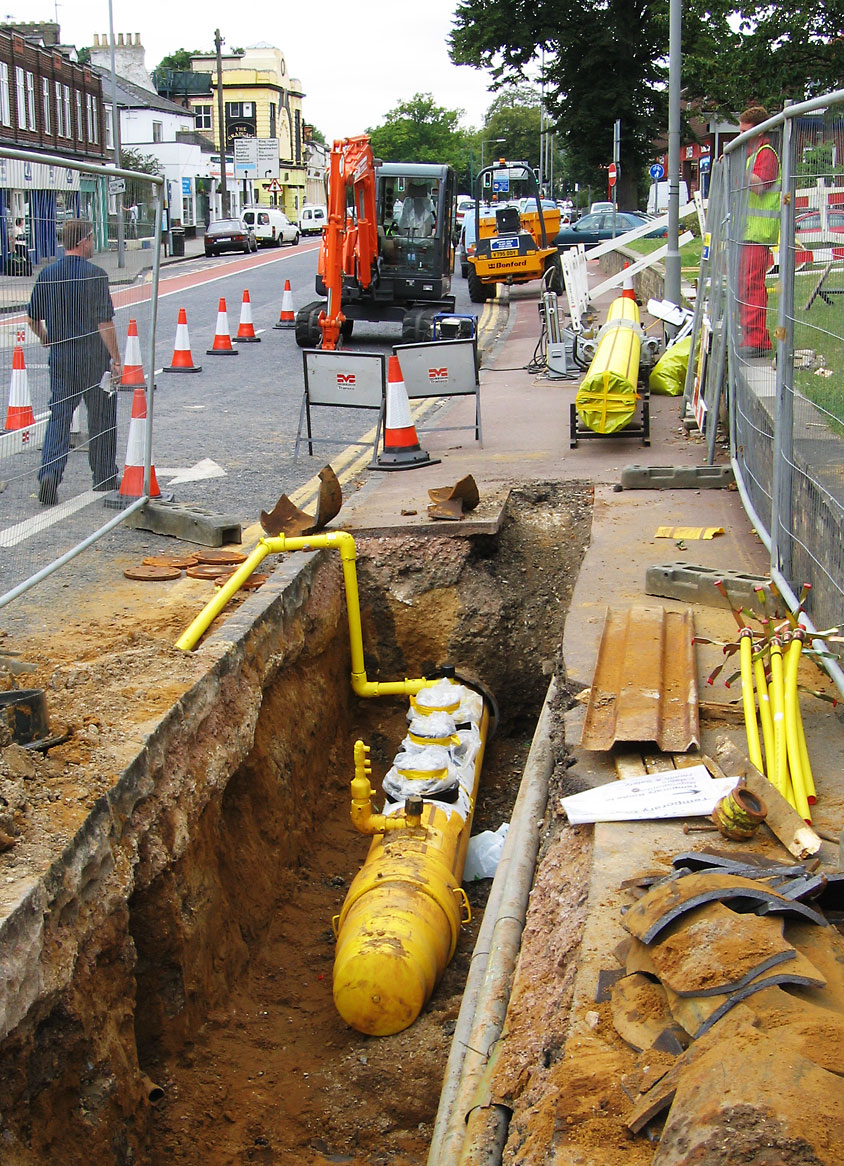
تمديدات غاز في الخندق

الخندق (بالإنجليزية: Trench)‏ هو نوع من الحفر في التربة أو التَجْوِيفات في الأرض حيث يكون عموماً العمق أكبر من العرض (على العكس من مدفع واسع أو خندق الصرف)، وضيق مقارنة مع طوله (على العكس من حفرة بسيطة). 
في الجيولوجيا، نشأة الخنادق تكون نتيجة للتعرية بسبب الأنهار أو بالحركة الجيولوجية للصفائح التكتونية. في مجال الهندسة المدنية، يتم إنشاء الخنادق غالبًا لإنجاز البنية التحتية والمرافق تحت الأرض (مثل أنابيب الغاز أو أنابيب المياه أو خطوط الهاتف )، أو للوصول إلى هذه المنشآت. كما يتم حفر الخنادق غالبًا لأغراض دفاعية عسكرية. في علم الآثار، يتم استخدام «طريقة الخندق» للبحث والتنقيب للأنقاض القديمة أو الحفر في طبقات من المواد الرسوبية.
تاريخيا كانت الخنادق تستخدم حول المعسكر أو القلعة وفي ميادين القتال لوقاية من فيها وتعويق أعدائهم، ويكون
الخندق فارغا وقد يملأ بالماء. إلا أن هذا النوع من الحفر قد يُحفر لأغراض عديدة منها تشييد الطرق واستكشاف الآثار وعلم الأرض.

## التأثيل
أصل كلمة خندق هي «كنده» الفارسية وتعني محفور أو مخدود ومرادفه أُخدود.

## أنواع والاستخدامات

### جيولوجيا

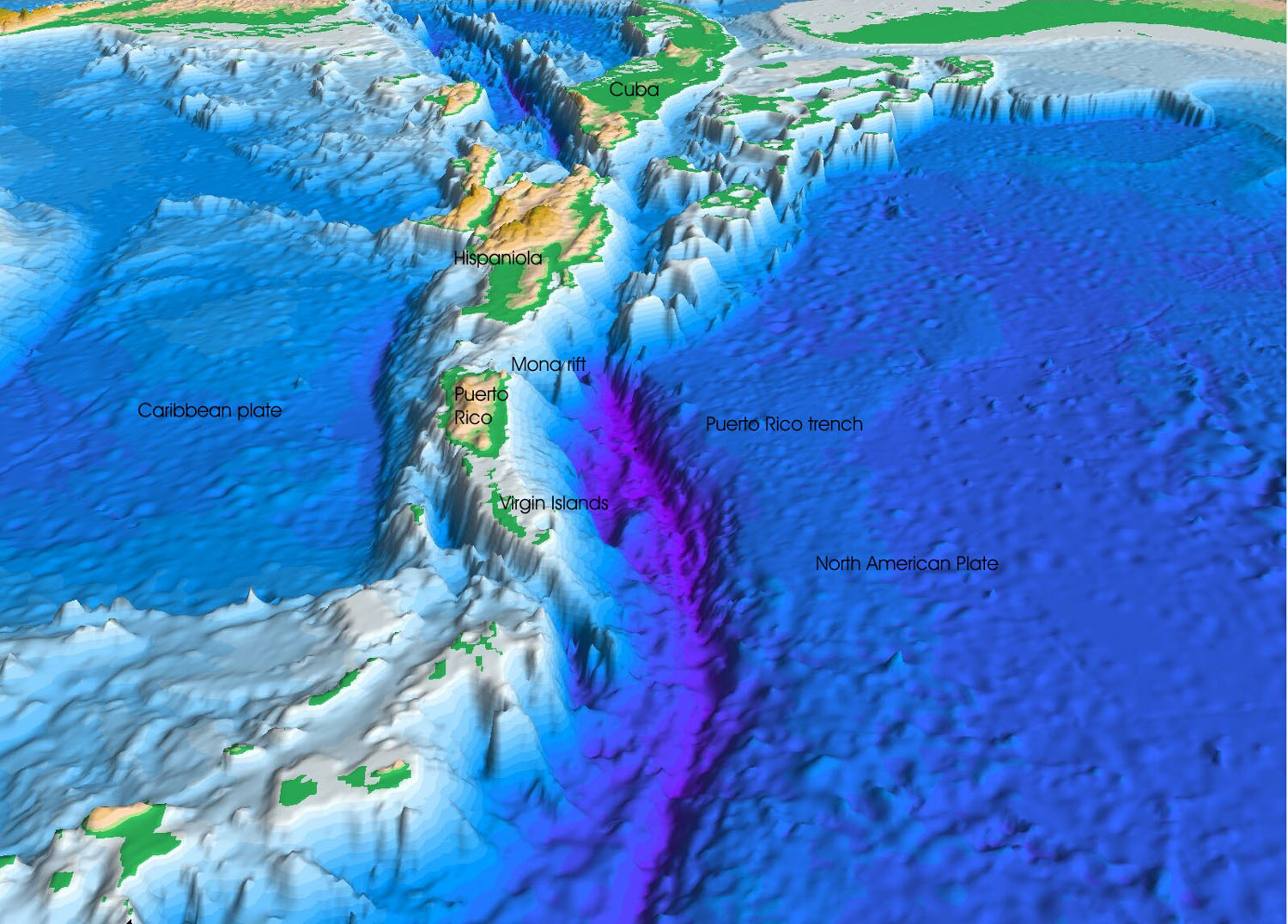
تصوير تضاريس خندق بورتوريك، أعمق جزء من المحيط الأطلسي

نشوء بعض الخنادق يكون نتيجة للتعرية عن طريق المياه الجارية أو عن طريق الأنهار الجليدية (التي قد اختفت منذ فترة طويلة). وتنشأ خنادق أخرى عن طريق الحركة الجيولوجية للصفائح التكتونية، مثل الوديان المتصدعة التي يطلق عليها عادةً اسم الخنادق المحيطية. من بين الخنادق المحيطية خندق ماريانا وخندق أليوتيان. يتسم الشكل المورفولوجي لها بكونه عميق نسبيًا (حوالي 10 كيلومتر (6.2 ميل)) وخطي وضيق، ويتشكل عن طريق صفيحة الإندساس عندما تتلاقى الصفائح.

### هندسة مدنية

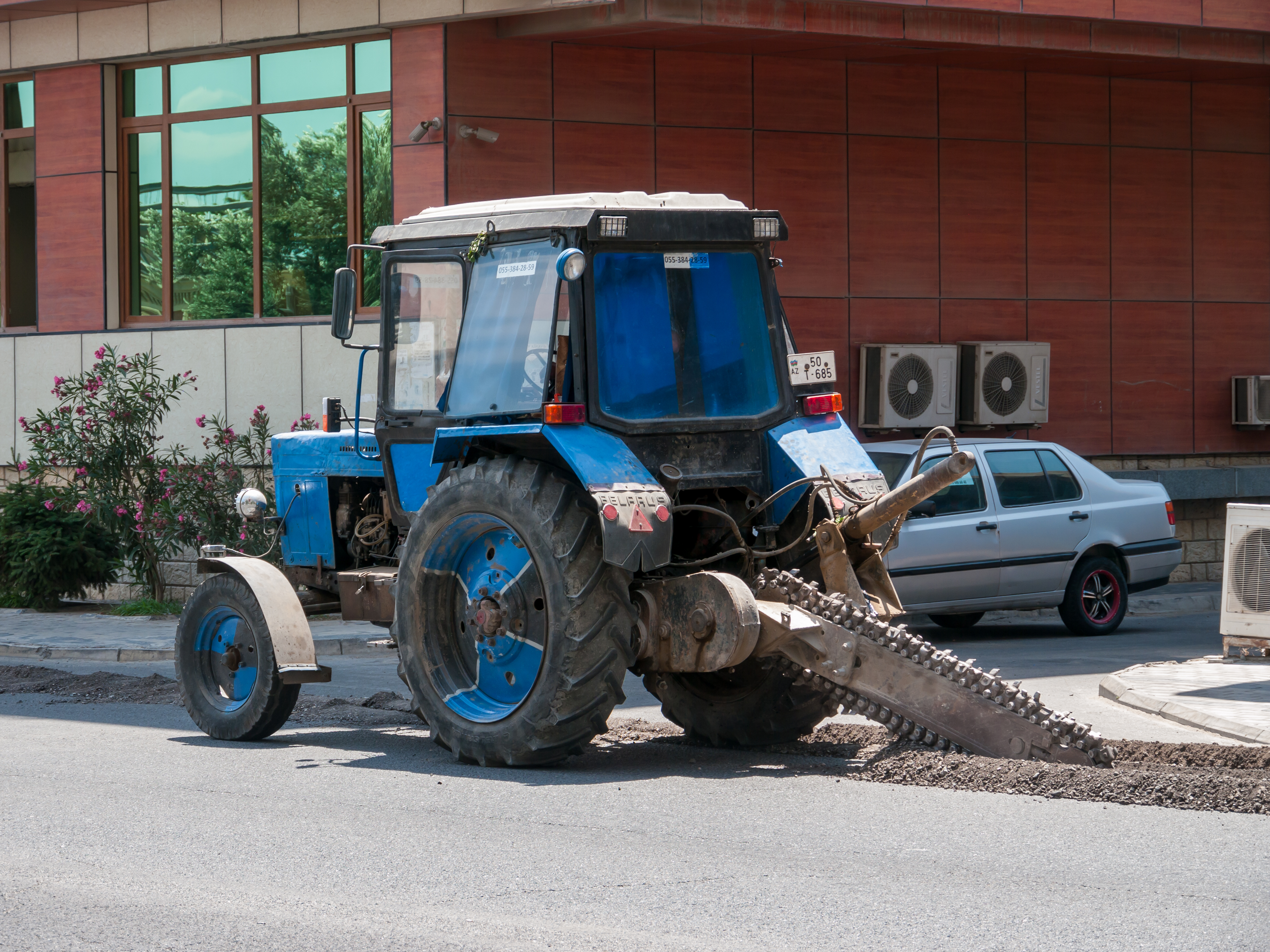
حفر خندق آلي في أحد شوارع باكو

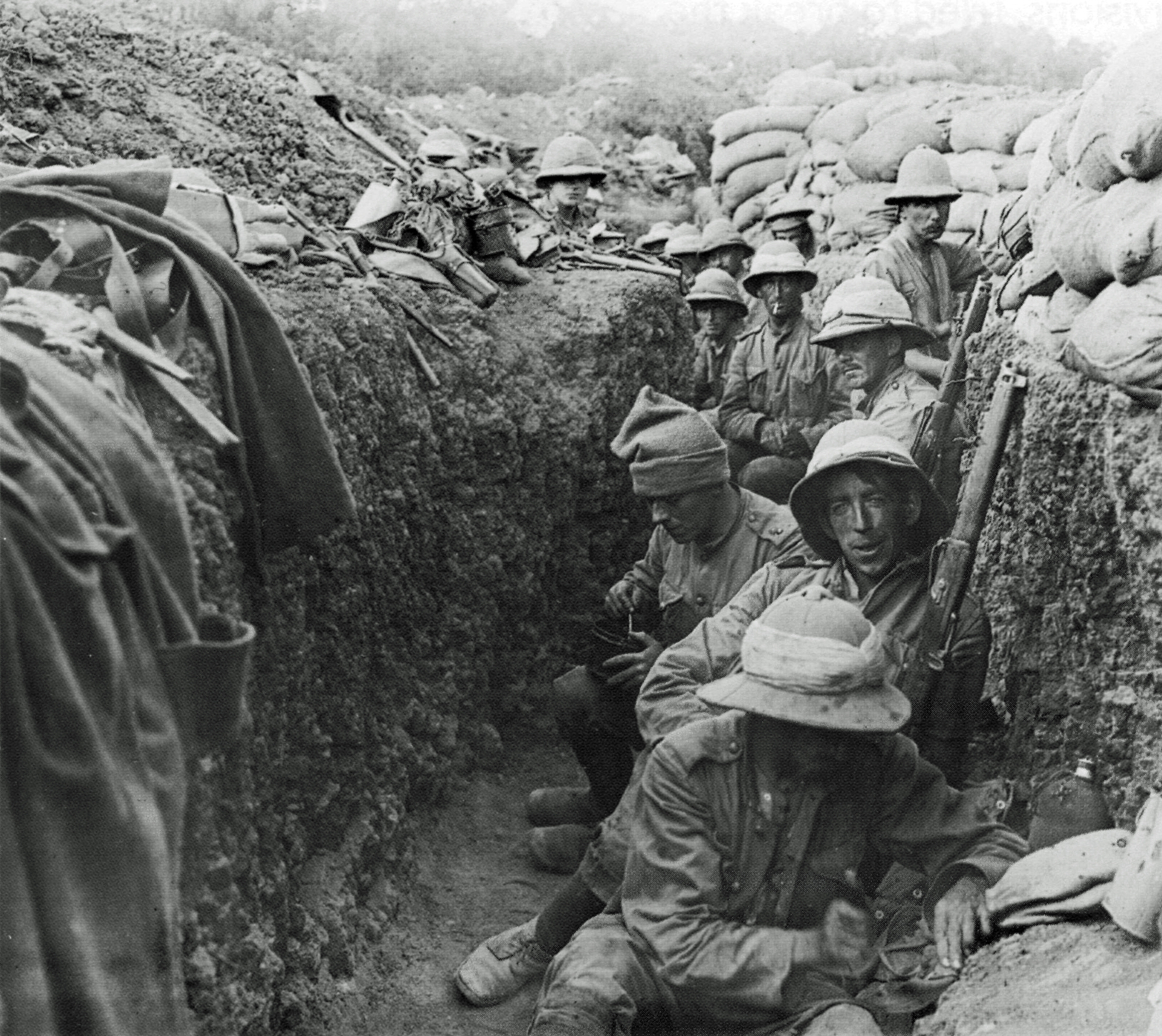
خندق في الحرب العالمية الأولى

في مجال الهندسة المدنية تلعب الخنادق دوراً رئيسياً في إنشاء أو صيانة البنية التحتية، وهي تُستخدم لوضع البنى التحتية والمرافق تحت الأرض الجديدة أو صيانة التالفة والمسدودة (مثل أنابيب الغاز أو أنابيب المياه أو خطوط الهاتف ) وذلك بطريقة يسيرة وسهلة. استخدام مماثل لكنه بحجم كبير يكون في نقل خطوط الأنابيب . أخيرًا، يمكن حفر الخنادق كخطوة أولى لإنشاء جدار أساس. وكثيرا ما يستخدم تبطين الحفر في أعمال الحفر لحماية العمال وتحقيق الاستقرار في السدود.
بديل حفر الخنادق هو إنشاء نفق المرافق . تتمثل مزايا أنفاق المرافق في تقليص عدد فتحات الصيانة، والتنقل مرةً واحدة، وتقليل أعمال الحفر والإصلاح، مقارنةً بإنشاء قنوات الكابل منفصلة لكل خدمة. عندما يتم تصميمها بشكل جيد، فإنها تتيح أيضًا الوصول السريع إلى جميع المرافق تحت الأرضية دون الحاجة إلى حفر خنادق الوصول أو اللجوء إلى خرائط المرافق المربكة وغير الدقيقة في كثير من الأحيان. واحدة من أعظم المزايا هي السلامة العامة. تمنع خطوط الطاقة تحت الأرض، سواء في القنوات المشتركة أو المنفصلة، من سد الطرق في حالة انقطاعها، وبالتالي تسريع وصول الطوارئ بعد الكوارث الطبيعية مثل الزلازل والأعاصير وموجات المد.

في بعض الحالات، يتم حفر خندق كبير ويتم الحفاظ عليه عمداً (غير ممتلئ)، غالبًا لأغراض النقل. يتم ذلك عادةً لفتح مجاز محفور للطرق السريعة أو مجاز محفور للسكة الحديدية أو لانشاء القنوات . هذه الخنادق الكبيرة الدائمة تشكل حواجز كبيرة أمام السفر، وغالبًا ما تصبح حدودًا فعلية بين الأحياء أو غيرها من الأماكن. 

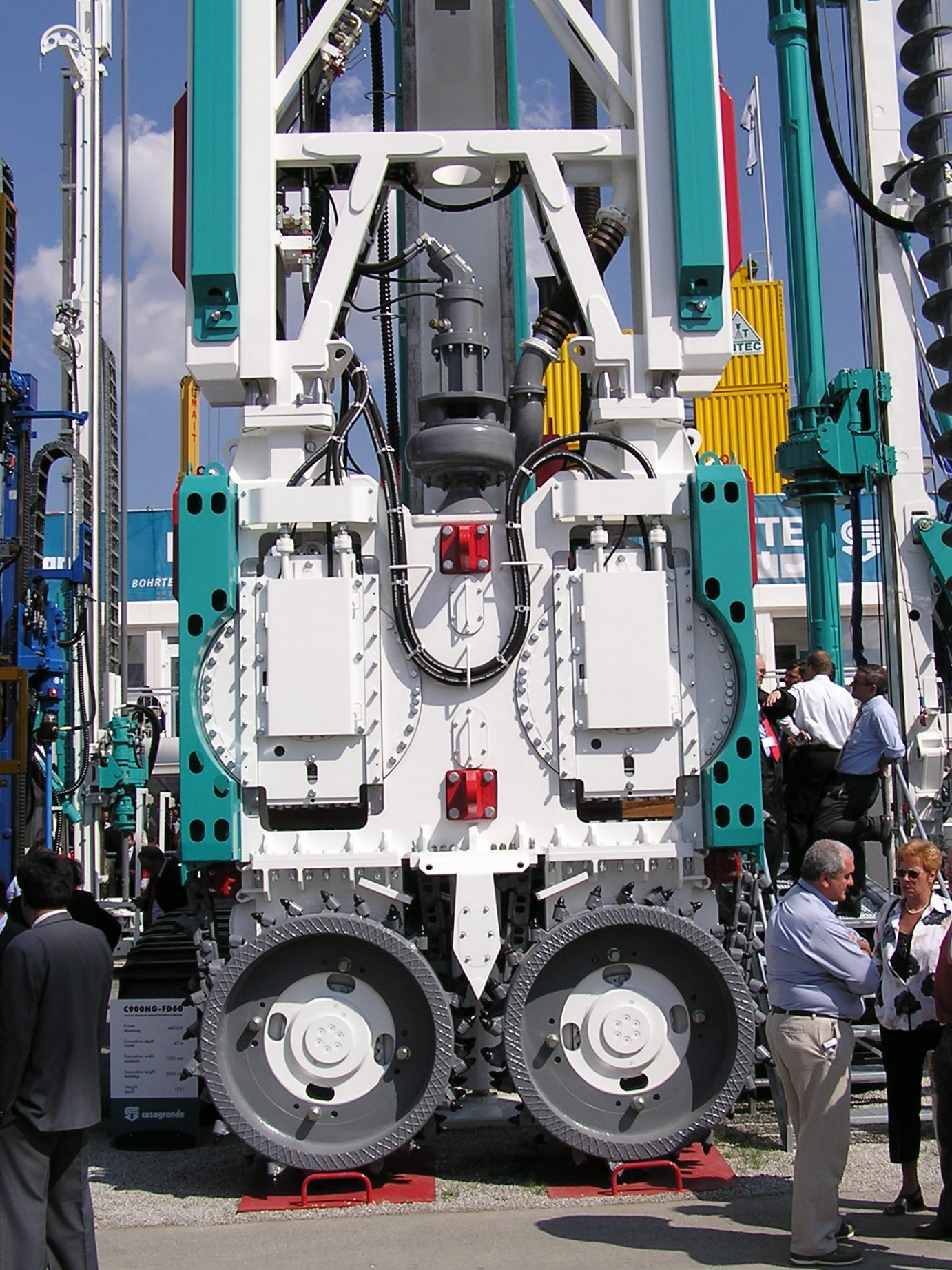
آلة شق الخنادق